# マルシリオ・フロレンシオ・モタ・フィーリョ
ニノ（Nino）ことマルシリオ・フロレンシオ・モタ・フィーリョ（ポルトガル語: Marcilio Florencio Mota Filho、1997年4月10日 - ）は、ブラジルのサッカー選手。2020年東京オリンピックブラジル代表。ポジションはDF。

## クラブ歴
ペルナンブーコ州レシフェに生まれ、地元のスポルチ・レシフェでサッカーを始めた。その後、クリシューマECの下部組織に移り、トップチームに昇格して選手となった。
2019年にフルミネンセFCに期限付き移籍し、翌年完全移籍。
2024年1月4日、FCゼニト・サンクトペテルブルクに4年半契約で移籍した。

## 代表歴
東京オリンピック南米予選からU-23ブラジル代表メンバーに選出されており本大会でも選出、同大会で優勝した。
2023年11月21日、2026 FIFAワールドカップ・南米予選のアルゼンチン代表戦でA代表初出場。